# Misión Nuestra Señora de los Dolores del Sur Chillá
La Misión de Nuestra Señora de los Dolores de Chillá o de los Dolores del Sur fue fundada en agosto de 1721 a orillas del mar por el misionero jesuita Clemente Guillén de Castro, para su construcción fue dotada por el Fondo Piadoso de las Californias. 
En 1737 los misioneros jesuitas Lamberto Hostell (alemán) y Bernhart refundaron la misión más al oeste, en el arroyo de La Pasión, como subsidiarias se establecieron las Capillas de Visitas de La Concepción, La Santísima Trinidad, La Redención y La Resurrección. 
La misión estuvo ubicada a unos 100 km al sur de Loreto rumbo a La Paz, y servía de descanso a quienes viajaban de una misión a otra. Solo escasos cimientos quedan de la misión, para acceder a ella es necesario viajar a lomo de caballo durante unas horas.
En 1768 los superiores de la orden ordenaron su abandono permanente debido a la falta de población, agua y lo inhóspito de la región, los pocos nativos recién evangelizados que vivían en la zona fueron trasladados a la Misión de Todos Santos. 
Existieron Misión de la Virgen de los Dolores del Sur y una Capilla de Visita llamada Nuestra Señora de los Dolores del Norte cerca del sitió en donde estuvo ubicada la Misión.